# Акантоцефалёзы
Акантоцефалёзы (лат. acanthocephaliasis) — болезни человека и животных, вызываемые скребнями.

## Акантоцефалёзы человека
Развитие паразита происходит при обязательном участии хозяев — насекомых. Половозрелые гельминты паразитируют в кишечнике млекопитающих, редко — человека. 
Человек заражается при случайном заглатывании инвазированных жуков, тараканов и др. насекомых.
Случаи заражения людей описаны в Судане, Иране, Италии, Израиле, Мадагаскаре, России.
У больных отмечаются боли в животе, учащённый стул, иногда с примесью слизи, вздутие живота, рвота, слабость, лихорадка. Заболевание может носить хронический характер.
У человека встречаются кориносомоз, монилиформоз и макраканторинхоз.

### Профилактика
Истребление синантропных насекомых (тараканов и пр.), соблюдение личной гигиены.

## Акантоцефалёзы животных
Скребни имеют и ветеринарное значение. Наиболее распространены и опасны макраканторинхоз свиней, полиморфоз и филиколлёз уток, эхиноринхоз рыб.